# Hell of A Summer
Hell of a Summer es una película de comedia & terror escrita y dirigida por Finn Wolfhard y Billy Bryk (en su debut como director). Está protagonizada por Fred Hechinger, Abby Quinn, Bryk, Wolfhard, Pardis Saremi y D'Pharaoh Woon-A-Tai.
Se estrenó en el Festival Internacional de Cine de Toronto de 2023 el 10 de septiembre de 2023, y fue lanzado por Neon el 4 de abril de 2025.

## Sinopsis
El monitor Jason Hochberg, de 24 años, llega al campamento Pineway pensando que su mayor problema es que se siente desconectado de sus compañeros adolescentes. Lo que no sabe es que un asesino enmascarado está al acecho, matando brutalmente a los monitores uno a uno.

## Elenco
- Fred Hechinger como Jason
- Abby Quinn como Claire
- Billy Bryk como Bobby
- Finn Wolfhard como Chris
- D'Pharaoh Woon-A-Tai como Mike
- Pardis Saremi como Demi
- Krista Nazaire como Shannon
- Matthew Finlan como Erza
- Julia Lalonde como Noelle
- Daniel Gravelle como Ari
- Julia Doyle como Miley
- Adam Pally como John
- Susan Coyne como Maggie Hochberg
- Rosebud Baker Kathy

## Producción
Hell of a Summer se anunció en julio de 2022 con Finn Wolfhard y Billy Byrk escribiendo, dirigiendo y protagonizando la película, lo que la convierte en el debut como director de Byrk. Fred Hechinger se unió al elenco y también produce con Jason Bateman y Michael Costigan de Aggregate Films, y Jay Van Hoy de Parts and Labor. Wolfhard (que tenía 20 años en ese momento) dijo a Entertainment Weekly que inicialmente tuvo dificultades para encontrar un financiador para la película, y los inversores potenciales a menudo citaban su edad como la razón.
La fotografía principal comenzó en julio de 2022 en Ontario, Canadá y concluyó en agosto. Para diciembre, la película estaba en proceso de edición y en postproducción para febrero de 2023.

## Estreno y críticas
Hell of a Summer se estrenó en el Festival Internacional de Cine de Toronto de 2023 el 10 de septiembre de 2023. Valerie Complex de Deadline Hollywood le dio a la película una crítica positiva. Elogió la dirección de Wolfhard y Bryk y dijo que "crean una pieza cinematográfica distinta que es a la vez un tributo y una reinvención del género slasher". Ella escribió que la iluminación de la película era un problema, lo que provoca que algunas de las escenas nocturnas estén poco iluminadas. Terminó su reseña escribiendo que la película "es una mezcla encantadora que logra el equilibrio adecuado entre la nostalgia del terror de los 80 y la creatividad fresca y moderna". Si bien ocasionalmente tropieza en su ejecución visual, la narrativa inteligente y las agudas percepciones sociales garantizan que sea una película que valga la pena".

## Recepción
En Estados Unidos y Canadá, Hell of a Summer se estrenó junto con "Una película de Minecraft" y se proyectó una recaudación de alrededor de $1 millón en 1,255 salas durante su fin de semana de estreno. Recaudó $720,000 en su primer día, incluyendo $215,000 en los preestrenos del jueves por la noche. Posteriormente, recaudó $1.8 millones, quedando en octavo lugar. El público encuestado por PostTrak en ciudades seleccionadas le dio a la película una calificación general positiva del 67% (incluyendo una calificación promedio de 3 de 5 estrellas), y el 41% afirmó que definitivamente la recomendaría.